# Seznam rektorjev Univerze v Gradcu
Seznam rektorjev Univerze v Gradcu.

## Rektorjijezuitskega kolegija
- 1585–1586 Heinrich Blissem († 1586)
- 1586–1587 Georg Oenbruggen
- 1587–1590 Paul Neukirch
- 1590–1593 Emerich Forsler
- 1593–1596 Johann Reinel
- 1596–1597 Bartholomäus Viller
- 1597–1599 Richard Haller
- 1599–1601 Paul Neukirch
- 1601–1606 Gisbert Schevichau
- 1601–1613 Florian Avancini
- 1613–1622 Wilhelm Lamormain
- 1622–1627 Johann Raphael Kobentzl
- 1627–1629 Marcell Pollart
- 1629–1630 Peter Ximenez
- 1630–1634 Vitale Pellizeroli
- 1634–1637 Johannes Rumer
- 1637–1638 Mathias Bastianschitz
- 1638–1640 Michael Sumereker
- 1640–1644 Zacharias Trinkel
- 1644–1647 Hermann Horst
- 1647–1651 Franz Pizzoni
- 1651–1653 Michael Sicuten
- 1653–1657 Johannes Berthold
- 1657–1660 Johann Ferdinand Hafenegger
- 1660–1663 Michael Sicuten
- 1663–1666 Bernhard Geyer
- 1666–1669 Johannes Berthold
- 1669–1672 Michael Sicuten
- 1672–1676 Nicolaus von Avancini
- 1676–1680 Michael Sicuten
- 1680–1682 Cornel Gentilotto
- 1682–1683 Michael Sicuten
- 1683–1685 Balthasar Miller
- 1685–1689 Peter Mercas
- 1689–1692 Franz Voglmayr
- 1692–1696 Ladislaus Sennyey
- 1696–1700 Franz Siser
- 1700–1706 Johannes Despotovic
- 1706–1707 Franz Rescalli
- 1707–1711 Josef Schalleteri
- 1711–1715 Franz Rescalli
- 1715–1717 Jakob Wenner
- 1717–1719 Franz Hod1enburger
- 1719–1722 Andreas Horvath
- 1722–1725 Jakob Wenner
- 1725–1728 Franz Staindl
- 1728–1731 Franz Molindes
- 1731–1735 Maximilian Galler
- 1735–1737 Sigismund Liechtenberg
- 1737–1740 Anton Vanossi
- 1740–1743 Willibald Krieger
- 1743–1747 Ulrich Bombardi
- 1747–1750 Matthias Pock
- 1750–1754 Willibald Krieger
- 1754–1756 Wolfgang Valvasor
- 1756–1758 Franz Xaver Pejacevic
- 1758–1760 Augustin Hingerle († 1760)
- 1761–1763 Carl Josef
- 1763–1765 Faul Schmutz
- 1765–1766 Franz Ignaz Lendenfeld
- 1766–1767 Peter August Marginter
- 1767–1769 Josef Ignaz Murmayer
- 1769–1770 Candidus Foregger
- 1770–1771 Georg Ignaz Gunzinger
- 1771–1772 Arsenius Plattner
- 1772–1773 Wenzel Stöger

## Rektorji državne univerze
- 1773–1774 Josef Bardarini (* 1708; † 1791)
- 1774–1774 Franz Thomas Lengheimer
- 1774–1775 Valesius Fauster
- 1776–1777 Ignaz Maria Piccardi
- 1777–1777 Johann Mauler
- 1777–1778 Stanchina Ritter von Laufenburg
- 1779–1780 Martin Rosnak
- 1780–1781 Wenzel Stöger
- 1781–1782 Franz Mazzioli
- 1782–1782 Josef Griendl
- 1782–1784 (prazno)

## Rektorji liceja
- 1784–1785 Franz de Paula Tomicich (* 1729)
- 1785–1785 Johann Buresch von Greifenbach
- 1785–1786 Josef von Sartori
- 1786–1787 Leopold Biwald (* 1731; † 1805)
- 1787–1788 Johann Baptist Troll
- 1788–1789 Alois Tiller
- 1789–1790 Joachim Plappart von Frauenberg
- 1790–1791 Johann Nepomuk von Wolf
- 1791–1792 Franz Xaver Gmeiner
- 1792–1793 Franz Xaver Ulbrich
- 1793–1794 Josef Wimmer
- 1794–1795 Franz Jeschowsky
- 1795–1796 Clemens Kemper
- 1796–1797 Franz Egger
- 1797–1798 Josef von Sartori
- 1798–1799 Leopold Biwald (* 1731; † 1805)
- 1799–1800 Severin Dworzak
- 1800–1801 Franz Ulbrich
- 1801–1802 Joachim Plappart von Frauenberg
- 1802–1803 Johann Nepomuk von Wolf
- 1803–1804 Josef Alois Jüstel (* 1765; † 1832)
- 1804–1805 Sebastian Jenull
- 1805–1806 Josef Wimmer
- 1806–1807 Johann Hussick
- 1807–1808 Johannes Tretter
- 1808–1809 Franz Ulbrich
- 1809–1810 Johann Nepomuk Kömm
- 1810–1811 Johann Philipp Neumann
- 1811–1812 Cajetan von Hammer
- 1812–1813 Karl Appeltauer
- 1813–1814 Josef Schallgruber
- 1814–1815 Claudius von Scherer
- 1815–1816 Franz Xaver Luschin
- 1816–1817 Franz Kudler
- 1817–1818 Josef Polza
- 1818–1819 Julius Franz Schneller
- 1819–1820 Florian Sales Appel
- 1820–1821 Josef Leeb
- 1821–1822 Johann Philipp Horn
- 1822–1823 Jakob Kulik
- 1823–1824 Florian Sales Appel
- 1824–1825 Johannes Springer
- 1825–1826 Ferdinand von Schöller

## Rektorji ponovno ustanovljene univerze
- 1827–1828 Kalasanz Likawetz
- 1828–1829 Josef Arbter
- 1829–1830 Josef Schöller
- 1830–1831 Karl Appeltauer
- 1831–1832 Simon de Petris
- 1832–1833 Franz Neupauer
- 1833–1834 Lorenz Vest
- 1834–1835 Josef Knar
- 1835–1836 Wenzel Beutel
- 1836–1837 Franz Dirnböck
- 1837–1838 Johann Stiger
- 1838–1839 Johann Kraus
- 1839–1840 Josef Kramer
- 1840–1841 Josef Schweighofer
- 1841–1842 Ferdinand Schöller
- 1842–1843 Albert Muchar
- 1843–1844 Matthias Robitsch
- 1844–1845 Josef Kniely
- 1845–1846 Johann Kömm
- 1846–1847 Leopold Hassler
- 1847–1848 Friedrich Wagl
- 1848–1849 Anton Wasserfall
- 1849–1850 Josef Knar
- 1850–1851 Friedrich Wagl
- 1851–1852 Gustav Schreiner
- 1852–1853 Karlmann Tangl
- 1853–1854 Johann Riedl
- 1854–1855 Franz Wiesenauer
- 1855–1856 Josef Knar
- 1856–1857 Michael Fruhmann
- 1857–1858 Johann Kopatsch
- 1858–1859 Karlmann Tangl
- 1859–1860 Mathias Robitsch
- 1860–1861 Johann Blaschke
- 1861–1862 Johann Weihs
- 1862–1863 Friedrich Wagl
- 1863–1864 Franz Weihs
- 1864–1865 Richard Heschl
- 1865–1866 Oskar Schmidt
- 1866–1867 Marcellin Schlager
- 1867–1868 Adalbert Michel
- 1868–1869 Adolf Schauenstein
- 1869–1870 Karl Schenkl
- 1870–1871 Marcellin Schlager
- 1871–1872 Ferdinand Bischoff
- 1872–1873 Alexander Rollett (* 1834; † 1903)
- 1873–1874 Max von Karajan
- 1874–1875 Karl von Helly
- 1875–1876 Gustav Demelius
- 1876–1877 Franz Krones (* 1835; † 1902)
- 1877–1878 Franz Klinger
- 1878–1879 Carl Grohs
- 1879–1880 Karl Blodig
- 1880–1881 Konstantin Freiherr von Ettingshausen (* 1826; † 1897)
- 1881–1882 Franz Pölzl
- 1882–1883 Hermann Bidermann
- 1883–1884 Alexander Rollett (* 1834; † 1903)
- 1884–1885 Hubert Leitgeb
- 1885–1886 Ferdinand Bischoff
- 1886–1887 Adolf Schauenstein
- 1887–1888 Ludwig Boltzmann (* 1844; † 1906)
- 1888–1889 Leopold Schuster
- 1889–1890 August Tewes
- 1890–1891 Hans Eppinger
- 1891–1892 Alois Goldbacher
- 1892–1893 Marcellin Schlager
- 1893–1894 Richard Hildebrand
- 1894–1895 Alexander Rollett (* 1834; † 1903)
- 1895–1896 Ludwig von Graff
- 1896–1897 Anton Weihs
- 1897–1898 Friedrim Thaner
- 1898–1899 Karl Berthold Hofmann (* 1842; † 1922)
- 1899–1900 Eduard Richter
- 1900–1901 Johann Weihs
- 1901–1902 Raban Freiherr von Canstein
- 1902–1903 Alexander Rollett (* 1834; † 1903)
- 1903–1904 Zdenko Hans Skraup
- 1904–1905 Arnold Luschin-Ebengreuth
- 1905–1906 Moritz Holl
- 1906–1907 Cornelius Doelter
- 1907–1908 Gustav Hanausek
- 1908–1909 Rimard Hildebrand
- 1909–1910 Julius Kratter
- 1910–1911 Adolf Bauer
- 1911–1912 Franz Hauke
- 1912–1913 Oskar Zoth
- 1913–1914 Bernhard Seuffert
- 1914–1915 Ivo Pfaff
- 1915–1916 Rudolf Klemensiewicz
- 1916–1917 Rudolf Scharizer
- 1917–1918 Rudolf Meringer
- 1918–1919 Paul Puntschart
- 1919–1920 Otto Cuntz
- 1920–1921 Friderik Pregl (* 1869; † 1930)
- 1921–1922 Anton Michelitsch
- 1922–1923 Adolf Lenz
- 1923–1924 Karl Fritsch
- 1924–1925 Hans Rabl
- 1925–1926 Robert Sieger
- 1926–1927 Johann Ködt
- 1927–1928 Arnold Pöschl
- 1928–1929 Eduard Martinak
- 1929–1930 Hermann Beitzke
- 1930–1931 Konrad Zwierzina
- 1931–1932 Max Rintelen
- 1932–1934 Hans Benndorf (* 1870; † 1953)
- 1934–1935 Hans Rabl
- 1935–1936 Johann Haring
- 1936–1937 Adolf Zauner
- 1937–1938 Josef Dobretsberger
- 1938–1939 Hans Reichelt († 1939)
- 1939–1945 Karl Polheim
- 1945–1945 Anton Hafferl
- 1945–1946 Karl Raum
- 1946–1947 Josef Dobretsberger
- 1947–1948 Hans Gerstinger
- 1948–1949 Johann Fischl (* 1900; † 1996)
- 1949–1950 Anton Musger
- 1950–1951 Walter Wilburg
- 1951–1953 Karl Eder
- 1953–1955 Franz Sauer
- 1955–1956 Ernst Lorenz
- 1956–1957 Otto Kratky
- 1957–1958 Anton Tautscher
- 1958–1959 Johann Fischl (* 1900; † 1996)
- 1959–1960 Rudolf Rigler
- 1960–1961 Erich Swoboda
- 1961–1962 Erwin Melichar
- 1962–1963 Franz Spath
- 1963–1964 Franz Sauer
- 1964–1965 Hermann Wiesflecker
- 1965–1966 Anton Tautscher
- 1966–1967 Josef Möse
- 1967–1968 Franz Zehrer
- 1968–1969 Otto Burkard
- 1969–1970 Karl Lechner
- 1970–1972 Wolfgang Maresch
- 1972–1973 Winfried Gruber
- 1973–1974 Heribert Fieber
- 1974–1975 Arnold Kränzlein
- 1975–1977 Horst Klingenberg
- 1977–1979 Anton Kolb
- 1979–1981 Friedrich Hausmann (* 1917, † 2009)
- 1981–1983 Kurt Freisitzer
- 1983–1985 Heinrich Mitter
- 1985–1989 Christian Brünner
- 1989–1991 Thomas Kenner
- 1991–1993 Franz Zeilinger
- 1993–1997 Helmut Konrad
- 1997–1999 Wolf Rauch (* 1952)
- 1999–2003 Lothar Zechlin (* 1944)
- 2003–        Alfred Gutschelhofer (* 1960)